# Projekt
Projekt (z lat. pro-jicio, pro-iectum, návrh, rozvrh) znamená:
- Zpracovaný záměr, rozvrh nebo plán nějaké budoucí činnosti nebo jejího výsledku (stavby, stroje, organizace a podobně). Vytváření takových projektů se nazývá projektování a člověk, který se tím zabývá, je projektant.
- Časově ohraničené úsilí, směřující k vytvoření unikátního produktu nebo služby, na němž se podílí více lidí, spojených na dobu trvání projektu do tzv. projektového týmu. Koordinace jejich činností se označuje jako řízení projektu, které vykonává vedoucí projektu (projektový manažer).

## Ve stavebnictví
Slovo projekt se nejprve užívalo ve stavebnictví, kde je třeba plánovat a koordinovat množství různých činností mnoha lidí. Projekt zde znamená návrh, zpracovaný do větších nebo menších detailů. Rozlišuje se ideový záměr, předprojekt, celkový nebo generální projekt a různé úrovně detailních projektů stavebních, technologických atd.
V urbanismu a v územním plánování se užívá také pojem generální plán nebo generel, který tvoří závazný rámec pro všechny následující projekty a stavby v dané oblasti.

## V různých oborech
V druhém z uvedených významů je projekt „časově ohraničené úsilí, směřující k vytvoření unikátního produktu nebo služby“. V této obecně přijímané definici jsou klíčové zejména omezení projektu v čase a jedinečnost jeho výstupů, protože právě tyto charakteristiky ho odlišují od
již zavedené činnosti či procesu. Projektem tedy není činnost, u které není jasně definován její konec, a to jak z pohledu času (kdy činnost skončí), tak z pohledu výstupu (čeho bude činností dosaženo). Projektem rovněž není činnost, která sice předchozí omezení naplňuje, ale je realizována opakovaně nebo podle již dříve provedeného a ověřeného postupu. Zvláštní pravidla a zásady má logistický projekt, zasahující do různých oborů a oblastí.
Vedle času a cíle je projekt limitován také zdroji (finančními, personálními, technologickými, případně dalšími) které jsou pro jeho realizaci potřebné. Kombinace definovaného výstupu, času a zdrojů pak tvoří projektový trojimperativ. Toto označení vychází z faktu, že definice projektu je dána právě těmito třemi veličinami a že změna jakékoliv z nich automaticky znamená, že musí dojít k odpovídající změně obou ostatních. S ohledem na jeho unikátnost jsou s projektem a jeho realizací spojena také rizika, jejichž řízení je jednou z klíčových částí řízení projektu. Tvorbou metodického zázemí, technik a postupů pro úspěšnou realizaci projektů se zabývá řízení projektů (Project Management).
V kontextu řízení provozu podniku či organizace se přitom termín projektové řízení někdy používá odlišně - označuje se jím jiný způsob řízení organizace a jejího organizačního uspořádání. Na rozdíl od obvyklého liniového řízení se v takovém případě její provoz řídí pomocí souboru či posloupnosti projektů, jimž je pak přizpůsobeno i organizační schéma.
Metodické a znalostní zázemí pro řízení projektů zajišťuje několik nadnárodních, respektovaných organizací, jako je například:
- Project Management Institute (vydává metodický rámec PMBOK)
- International Project Management Association
- Office of Government Commerce (PRINCE2 Archivováno 23. 5. 2017 na Wayback Machine.).

a další.

## Jiná užití
Projektové učení a vyučování je nový koncept všeobecného školství, podle něhož se vyučování nemá organizovat podle vyučovacích předmětů, nýbrž tak, že se žáci učí řešit a zpracovávat jednodušší nebo složitější projekty. Americký filosof a pedagog John Dewey, který tuto metodu roku 1935 poprvé navrhl, od ní očekával, že se tím vyučování přiblíží praxi a že překlene spíše umělé hranice mezi jednotlivými předměty.
V širším smyslu se slovo projekt užívá pro jakékoli záměry s určitým jedinečným a novým cílem, jako jsou grantové projekty, projekty reforem a změn nebo i dlouhodobé rozvrhy společenských proměn.